# Réserve naturelle de Tomboli di Follonica
La Réserve naturelle de Tomboli di Follonica (en italien : Riserva naturale Tomboli di Follonica) est une zone naturelle protégée de la commune de Follonica dans la province de Grosseto en Toscane.

## Territoire
La réserve naturelle d'État Tomboli di Follonica s'étend le long de la côte à partir de Puntone di Scarlino. C'est une zone protégée très exclusive dont une partie est située dans la ville de Follonica, qui comprend deux parcs publics : la Pineta di Levante et la Pineta di Ponente. La zone protégée couvre une superficie totale de 55 ha, dont 11 sont utilisés comme jardin public.

## Faune
Parmi les espèces les plus communes présentes dans la réserve, on trouve les corvidés et les petits mammifères tels que les hérissons et les écureuils. Les tortues terrestres se trouvent également sans difficulté (tortue d'Hermann) et la mésange charbonnière y hiberne.

## Flore
Dans les zones moins visitées le sous-bois est encore bien développé avec une bonne quantité de chêne vert et de chêne-liège. Dans les sections de la réserve où la dune mobile apparaît encore, poussent des formations de pâquerettes, de nénuphars et de spartinas. Dans les zones humides, situées à l'intérieur de la forêt de pins, il y a des surfaces de Arundo donax et de joncs des marais.